# Eleições estaduais de Bremen em 1963
As eleições estaduais de Bremen em 1963 foram realizadas a 29 de Setembro e, serviram para eleger os 100 deputados para o parlamento estadual.
O Partido Social-Democrata da Alemanha manteve-se, de forma clara, como o maior partido, mantendo os 54% das eleições anteriores e a maioria parlamentar, apesar de perdido 4 deputados, ficando com 57 deputados.
A União Democrata-Cristã teve um grande crescimento eleitoral, dobrando o seu resultado, passando dos 14% de 1959 para os 28% dos votos e elegendo 31 deputados.
O Partido Democrático Liberal também obteve uma pequena subida, passando para os 8% dos votos.
Por fim, destacar a queda do Partido Alemão, que perdeu, cerca de, 9% dos votos, ficando-se pelos 5,2% dos votos.
Após as eleições, a coligação governativa entre social-democratas e liberais manteve-se no poder.

## Resultados Oficiais
| Partido      | Partido                     | Votos   | %     | +/-   | Deputados | +/-   |
| ------------ | --------------------------- | ------- | ----- | ----- | --------- | ----- |
|              | Partido Social-Democrata    | 216 347 | 54,7  | 0,2   | 57 / 100  | 4     |
|              | União Democrata-Cristã      | 114 222 | 28,9  | 14,1  | 31 / 100  | 15    |
|              | Partido Democrático Liberal | 33 036  | 8,4   | 1,2   | 8 / 100   | 1     |
|              | Partido Alemão              | 20 448  | 5,2   | 9,3   | 4 / 100   | 12    |
|              | União Alemã pela Paz        | 10 607  | 2,7   | Novo  | 0 / 100   | Novo  |
|              | Outros                      | 705     | 0,2   |       | 0 / 100   |       |
| Total        | Total                       | 395 365 | 100   |       | 100 / 100 |       |
| Participação | Participação                |         | 76,1  | 3,1   |           |       |
| Fonte        | Fonte                       | [ 1 ]   | [ 1 ] | [ 1 ] | [ 1 ]     | [ 1 ] |